# Emily Blathwayt
Emily Blathwayt (1852 - 1940) fue una sufragista británica, y madre de Mary Blathwayt. Ella y su marido, Linley, un coronel retirado del ejército indio, vivieron en Eagle House en Somerset y establecieron una casa de verano de «bienvenida y jardín para las mujeres del movimiento», que llegó a conocerse como el «Descanso de las Sufragistas».

## Primeros años
Emily Blathwayt nació alrededor de 1852. Su padre era John Benson Coles Rose. Emily se casó con su primo hermano, el coronel Linley Blathwayt en 1874 y vivieron en la India. Linley era un oficial del ejército y su primer hijo John Linley nació en 1876. Volvieron a vivir en Sussex en 1877 después de que John muriera. Se mudaron de allí a Eagle House, Batheaston, en las afueras de Bath en 1892 con su hijo William y su hija Mary Blathwayt.
Tuvieron dos hijos, la hija mayor Mary asistió a la Escuela Secundaria de Bath y luego fue apoyada en casa a convertirse en miembro activo del movimiento sufragista y el más joven, el hijo William, fue ingeniero eléctrico y profesor de inglés en Alemania hasta el comienzo de la Primera Guerra Mundial.

## Campaña por el sufragio de la mujer
Madre e hija se afiliaron a la Unión Social y Política de las Mujeres (WSPU). A través de una red de conexiones, gente del movimiento sufragista fue invitada a quedarse con Emily Blathway y su familia para recuperarse de una sentencia de prisión o de una huelga de hambre y mientras estaban allí plantar un árbol en el jardín de Eagle House para marcar su sufrimiento por esta causa.

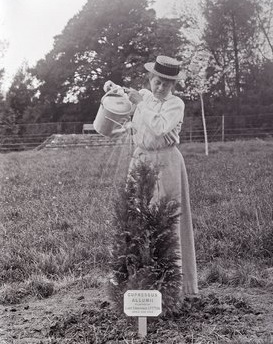
Emily Blathwayt en Eagle House, regando un árbol en 1909.

Annie Kenney conoció a Mary Blathwayt en una reunión de la WPSU en Bath y vino a quedarse con la familia, junto con otras sufragistas que se unieron a ellas por cortos períodos durante varios años. Los árboles conmemorativos plantados —más de cuarenta— se conocieron como 'Annie's Arbour'. Las sufragistas se recuperaron en la casa de verano que el marido de Emily Blathway, Linley, que creó en Eagle House el («descanso de las sufragistas»). Blathway llevaba a la gente a visitar los jardines y plantaba y mostraba flores con los colores de las sufragistas.
Emily Blathwayt grabó en su diario que está en los archivos públicos:

Elsie Howey, Vera Wentworth y Mary Phillips fueron arrestadas en Exeter y encarceladas por una semana y se dice que están en huelga de hambre como lo han hecho otras catorce. La multitud estaba con ellas fuera de la reunión de Lord Carrington y todas se resistieron a la policía y dos trabajadores fueron arrestados. Las mujeres no pagaron la multa.

## Renuncia a la Unión Social y Política de las Mujeres
Más tarde en la campaña, otras acciones de Vera Wentworth y Elsie Howey —que se había quedado con los Blathwayts—, fueron consideradas violentas hacia el Primer Ministro, lo que hizo que la propia Emily Blathway renunciara a la WSPU, y a que su marido Linley les escribiera a ambas para objetar este enfoque y también para quejarse a Christabel Pankhurst por la violencia que surgía en el movimiento. A pesar de sus preocupaciones reales sobre el daño físico a la propiedad y el riesgo de herir a personas inocentes, los Blathwayts continuaron apoyando el activismo de su hija y dando la bienvenida a los visitantes sufragistas y apoyando el eventual éxito de votos para las mujeres. Las actividades personales y una visión singularmente privada del movimiento sufragista desde la perspectiva de la familia de Emily Blathway nos da una visión que añade profundidad a la que normalmente es de dominio público o de la prensa de la época.

## Fallecimiento y legado
Emily Blathwayt vivió en Eagle House hasta su muerte en 1940. El archivo de los diarios personales de Emily y Mary Blathway y las muchas fotografías de Linley permanecen como un registro íntimo del movimiento y sus partidarios. Los árboles que fueron plantados en Eagle House fueron retirados para dar paso a una urbanización. Otros árboles han sido plantados para reemplazar los perdidos. Se creó una obra de arte para señalar el impacto de Eagle House y de Annie Kenney (presentada por Emily Blathwayt) creada por la artista Jeni Wood en 2016.